# Instytut Gospodarstwa Narodowego
Instytut Gospodarstwa Narodowego – organ badawczy Prezesa Rady Ministrów, istniejący w latach 1946–1949, ustanowiony z zadaniem badania życia gospodarczego kraju, ze szczególnym uwzględnieniem bieżącej polityki gospodarczej.

## Powołanie Instytutu
Na podstawie dekretu z 1946 r. o utworzeniu i zakresie działania Instytutu Gospodarstwa Narodowego ustanowiono Instytut. Powołanie Instytutu nastąpiło w miejsce zniesionego Instytutu Badania Koniunktur Gospodarczych i Cen (IBKGiC), który działał w latach 1928–1946.
Wykonanie dekretu poruczono Prezesowi Rady Ministrów.

## Zadania Instytutu
Podstawowym zadaniem instytutu było naukowe badanie życia gospodarczego kraju, w tym:
- opracowywanie sprawozdań z bieżącej sytuacji gospodarczej kraju;
- śledzenie i informowanie o rozwoju sytuacji gospodarczej i polityki gospodarczej za zagranicą;
- opracowanie wielkości i zmian dochodu społecznego oraz badanie struktury gospodarki kraju;
- opracowanie zasadniczych wskaźników rozwoju gospodarczego;
- wykonywanie prac specjalnych.

## Kierowanie Instytutem
Na czele Instytutu stał prezes, którego mianował i odwoływał prezes Rady Ministrów za zgodą Rady Ministrów. Prezesem przez cały czas trwania Instytutu był prof. Edward Lipiński, który był również prezesem IBKGiC w latach (1928–1939). Stanowisko prezesa Instytutu było w randze podsekretarza stanu i uprawniało do posiedzeń KERM-u.

## Finansowanie Instytutu
Budżet Instytutu Gospodarstwa Narodowego stanowił odrębny dział budżetu Prezydium Rady Ministrów.

## Zniesienie Instytutu
Na podstawie dekretu z 1949 r. o zniesieniu Instytutu Gospodarstwa Narodowego zlikwidowano Instytut. Pracownicy zatrudnieni w Instytucie przeszli do służby w Głównym Urzędzie Statystycznym.